# Liste antiker Ortsnamen und geographischer Bezeichnungen/Bl
| Lateinischer Name            | Griechischer Name   | Beschreibung                                      | Heute                                                                                 | Quellen und Verweise   | Lage |
| ---------------------------- | ------------------- | ------------------------------------------------- | ------------------------------------------------------------------------------------- | ---------------------- | ---- |
| Blabia                       |                     |                                                   |                                                                                       | Smith;                 |      |
| Blacciacum, Blassiacum       |                     | Ort in Gallien                                    | Plassac im Département Gironde in Frankreich                                          | PECS; Pleiades;        |      |
| Blaene                       |                     |                                                   |                                                                                       | Smith;                 |      |
| Blanda                       | Βλάνδα (Blanda)     | Stadt in Lukanien                                 | Palecastro di Tortora in Tortora in der Provinz Cosenza in Kalabrien                  | Smith;                 |      |
| Blanda                       | Βλάνδα (Blanda)     | Stadt in der Hispania Tarraconensis               | Blanes in der spanischen Provinz Girona                                               |                        |      |
| Blandona                     |                     |                                                   |                                                                                       | Smith;                 |      |
| Blariacum                    |                     |                                                   |                                                                                       | Smith;                 |      |
| Blascon                      |                     |                                                   |                                                                                       | Smith;                 |      |
| Blastophoenices              |                     |                                                   |                                                                                       | Smith;                 |      |
| Blatobulgium, Blatum Bulgium |                     | Kastell im nördlichen Britannien                  | 2,5 Kilometer östlich Ecclefechan auf dem Gebiet der Gemeinde Middlebie in Schottland | PECS; Pleiades; Smith; |      |
| Blaudus                      |                     |                                                   |                                                                                       | Smith;                 |      |
| Blaundus                     | Βλαῦνδος (Blaundos) | Stadt im Grenzgebiet zwischen Lydien und Phrygien |                                                                                       | Smith;                 |      |
| Blavia                       |                     |                                                   |                                                                                       | Smith;                 |      |
| Blemina                      |                     |                                                   |                                                                                       | Smith;                 |      |
| Blemyes                      |                     |                                                   |                                                                                       | Smith;                 |      |
| Blendium                     |                     |                                                   |                                                                                       | Smith;                 |      |
| Blera                        | Βλήρα (Blēra)       | etruskische Stadt in Latium                       | Blera in der Provinz Viterbo                                                          | PECS; Pleiades; Smith; |      |
| Blestium                     |                     | Ort in Britannien                                 | Monmouth in Wales                                                                     | PECS; Pleiades; Smith; |      |
| Bletisa                      |                     |                                                   |                                                                                       | Smith;                 |      |
| Blucium                      |                     |                                                   |                                                                                       | Smith;                 |      |